# المقاتل النهائي: نهائي بطل العالم الجديد
المقاتل النهائي: نهائي بطل العالم الجديد (بالإنجليزية: The Ultimate Fighter: A New World Champion)‏ المعروف أيضًا باسم المقاتل النهائي 26 (بالإنجليزية: The Ultimate Fighter 26)‏ هو جزء من المسلسل التلفزيوني الواقعي المقاتل النهائي الذي أنتجته يو إف سي.